# Municipio de Union (condado de Cass, Misuri)
El municipio de Union (en inglés: Union Township) fue un municipio ubicado en el condado de Cass, en el estado estadounidense de Misuri. En el año 2010 tenía una población de 2304 habitantes y una densidad poblacional de 29,48 personas por km².Actualmente está disuelto.

## Geografía
El municipio de Union estaba ubicado en las coordenadas 38°43′4″N 94°33′56″O / 38.71778, -94.56556. Según la Oficina del Censo de los Estados Unidos, el municipio tenía una superficie total de 78.16 km², de la cual 77.78 km² corresponden a tierra firme y (0.48%) 0.38 km² es agua.

## Demografía
Según el censo de 2010, había 2304 personas residiendo en el municipio de Union. La densidad de población era de 29,48 hab./km². De los 2304 habitantes, el municipio de Union estaba compuesto por el 95.31% blancos, el 0.69% eran afroamericanos, el 0.65% eran amerindios, el 0.91% eran asiáticos, el 0.04% eran isleños del Pacífico, el 0.17% eran de otras razas y el 2.21% pertenecían a dos o más razas. Del total de la población el 2.26% eran hispanos o latinos de cualquier raza.